# Kisungule
Kisungule ist ein Verwaltungsbezirk (englisch Ward) des Distrikts Mtwara (MC) in der tansanischen Region Mtwara.

## Geografie
Kisungule liegt im Südosten von Tansania, es ist ein schmaler Bezirk im Westen der Regionshauptstadt Mtwara. Der Bezirk grenzt im Norden an den Indischen Ozean, im Osten an Mtonya, im Süden an Magengeni und im Westen an Jangwani. Bei der Volkszählung 2022 lebten 1587 Menschen in 492 Haushalten auf einer Fläche von 2 Quadratkilometern.

## Gliederung
Der Bezirk besteht aus drei Stadtteilen (Mtaa):
- Kisungule A
- Kisungule B
- Kisungule C